# Gordon Parks
Gordon Alexander Roger Buchanan Parks (30 de novembro de 1912 - 07 de março de 2006) foi diretor de cinema, fotógrafo, músico, poeta, romancista, jornalista e ativista. Ele é famoso no meio cinematográfico por dirigir Shaft (1971), um dos filmes mais representativos do gênero blaxploitation.
Se tornou proeminente no fotojornalismo documental dos Estados Unidos nos anos 1940 a 1970, especialmente em questões de direitos civis, pobreza e afro-americanos.
Parks foi o primeiro afro-americano a produzir e dirigir grandes filmes - desenvolvendo filmes relacionando a experiência de escravos e lutando contra os americanos negros e criando o gênero blaxploitation. Ele é mais lembrado por suas fotos icônicas de americanos pobres durante a década de 1940 (tiradas para um projeto do governo federal), por seus ensaios fotográficos para a revista Life.

## Trabalhos

### Livros
- Flash Photography (1947)
- Camera Portraits: Techniques and Principles of Documentary Portraiture (1948) (documentário)
- The Learning Tree (1964) (semi-autobiográfico)
- A Choice of Weapons (1967) (autobiográfico)
- Born Black (1970) (compilação de ensaios e fotografias)
- Flavio (1978)[7]
- To Smile in Autumn (1979) (autobiográfico)
  - Nova edição com prefácio de Alexs D. Pate. Minneapolis: University of Minnesota Press, 2009
- Voices in the Mirror, Nova York: Doubleday (1990) (autobiográfico)
- The Sun Stalker (2003) (biografia J. M. W. Turner)
- A Hungry Heart (2005) (autobiográfico)
- Gordon Parks: Collected Works, (2012) Steidl; Slp Edition ISBN 978-3869305301
- The New Tide: Early Work 1940-1950, (2018) Steidl

### Poesia
- Half Past Autumn: A Retrospective, trechos de memórias de Gordon Parks. Bulfinch Press/Little, Brown (1997) ISBN 0-8212-2298-8
- A Star for Noon – An Homage to Women in Images Poetry and Music Bulfinch. (2000) ISBN 978-0821226858
- Eyes With Winged Thoughts Atria Books (2005) ASIN B001EYHY00

### Photografia
- Arias of Silence (1994) Bulfinch Press. ISBN 978-0821221204
- Glimpses Towards Infinity. Bulfinch Press. (1996) ISBN 978-0821222973
- A Harlem Family 1967. Göttingen, Germany: Steidl, (2012) ISBN 978-3-86930-602-5
- Gordon Parks: a Poet and His Camera by Gordon Park Viking Press (1968) ISBN 978-0233961088
- The Atmosphere of Crime, 1957. Göttingen, Germany: Steidl, (2020) ISBN 978-3-95829-696-1

### Filmes
- Flavio (1964)
- Diary of a Harlem Family (1968)
- The World of Piri Thomas (1968)
- The Learning Tree (1969)
- Shaft (1971) – Apartment Landlord (sem créditos)
- Shaft's Big Score (1972, diretor e compositor) – Croupier (sem créditos)
- The Super Cops (1974)
- Leadbelly (1976)
- Solomon Northup's Odyssey (1984)
- Moments Without Proper Names (1987)
- Martin (1989), PBS apresentação da performance cênica do balé escrita sobre Martin Luther King Jr.
- Shaft (2000) – Lenox Lounge Patron / Mr. P

### Música
- Shaft's Big Score (1972)
- Moments Without Proper Names (1987)
- Martin (1989) (balé sobre Martin Luther King Jr.)

## Filmografia
- Flavio (1964)
- Diary of a Harlem Family (1968)
- The World of Piri Thomas (1968)
- The Learning Tree (1969)
- Shaft (1971)
- Shaft's Big Score (1972)
- The Super Cops (1974)
- Leadbelly (filme) (1976)
- Solomon Northup's Odyssey (1984)